# 馬料水
馬料水（まりょうすい、中国語: 馬料水, 英語: Ma Liu Shui）は、香港新界の地区である。大埔区の南、沙田の北、吐露港の西に位置し、沿岸部は特に白石角と呼ばれる。山腹には香港中文大学、海沿いには香港サイエンスパークが開発されている。

## 歴史

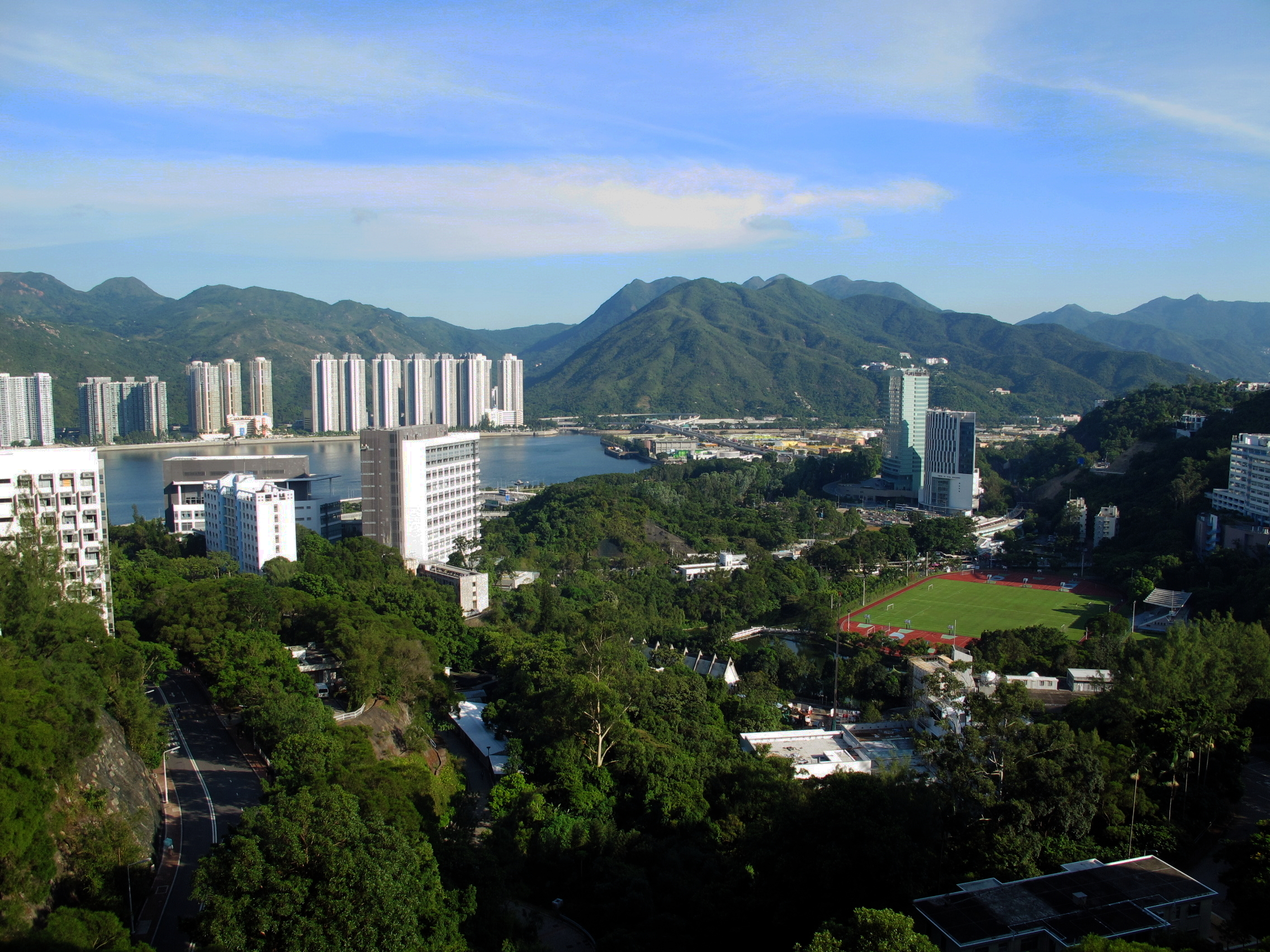
香港中立大学のキャンパス

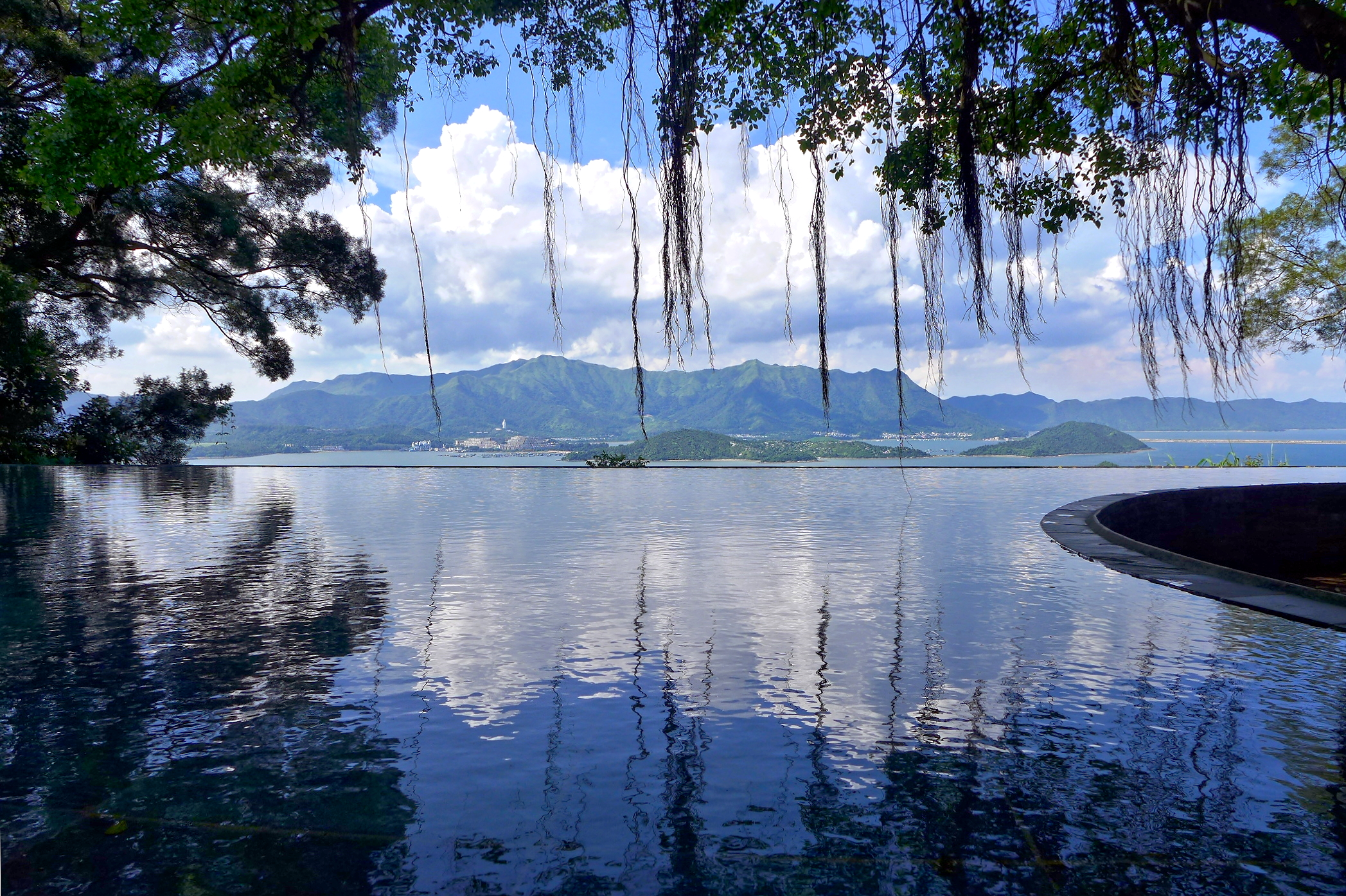
新亜書院学生宿舎からの景色は、前学長の金耀基から「香港第二の景色」と賞賛された

馬料水はもともと不毛の地で、客家の村落が東鉄線馬料水駅の北側にあるのみであった。
馬料水は、「馬尿水」と同音であるが、地名の由来は馬の尿とは全く関係がない。客家語で「遊ぶ」を意味する「玩」は、新界の宝安粤方言（囲頭話）や莞宝方言では「嫽」といった。この言葉は、現在の広東語や粤語では使われないが、例えば広西チワン族自治区の桂北平話など一部では未だにみられる。したがって、馬料水の由来は「馬嫽水」「馬玩水」であり、すなわち「馬が水で遊ぶ」という意味である。馬料水村の村民によると、彼らの先祖は100年以上前に宝安県（現在の香港・広東省にあたる地域）で馬に乗って税を集める仕事をしており、赤泥坪に差し掛かったとき、馬が水を飲むために立ち止まり、水遊びをして立ち去るのを嫌がった。そのため、ここに定住するようにいわれているのではないかと考えた祖先が定住を決め、「馬嫽水」と名付けたという。この馬は、数年後に病死した。
1956年、崇基学院が香港政府から10エーカーの土地を取得し、馬料水に校舎を建設した。当時の九広鉄路は、このアクセス駅として馬料水駅を建設した。1963年には、崇基学院など3大学が合併して香港中文大学が設立され、当初は大囲南部の顯田にキャンパスを設置する計画であったが、後に馬料水に変更された。キャンパス建設のため、前身の崇基学院が拡張され、馬料水駅は大学駅に改称された。また、馬料水の客家村落は、龍躍頭と軍地の間にある現在の位置に移転し、馬料水新村と命名された。粉嶺郷事委員会に属している。同年、香港中文大学は、付近に雍雅山房を開設している。
1969年から1973年にかけて、前身の聯合書院、新亜書院の施設が崇基山に移転し、中文大学の各学部がそろったことで、キャンパスの建設はほぼ終了した。1980年代、馬鞍山ニュータウンの開発に伴い、東鉄線大学駅は地元住民の交通拠点となったが、2004年12月に馬鞍山線が開通すると、その地位は下がった。2005年9月20日には、雍雅山房が閉鎖された。
馬料水は、公衆埠頭があることでも知られている。この埠頭からは毎週末東平洲までの定期フェリーが運航されており、新界北東部を目的地とする地元の観光ツアーは、ほとんどがここを発着場所としている。そのため、週末になると埠頭は観光客であふれる。1980年代初頭には、深圳市大梅沙までの国際ホバークラフトが運航されていたが、現在は終了している。

## 将来
2017年12月28日、土木開発局は、馬料水沿岸の埋め立てに関する技術コンサルタントの報告書を公表した。この報告書では、約60ヘクタールの土地に11,000戸の住宅を建設でき、34,100人の人口を収容できるとしている。公営住宅と民間住宅の比は6:4である。しかし、世論調査では、沙田区の住民の95％がこの事業に反対している。これは、大埔公路と大老山公路の交通渋滞が深刻でこれ以上の交通容量に耐えられないのと、埋立地に建物が建つことによって沙田への風の通り道が遮断されることが問題視されているからである。

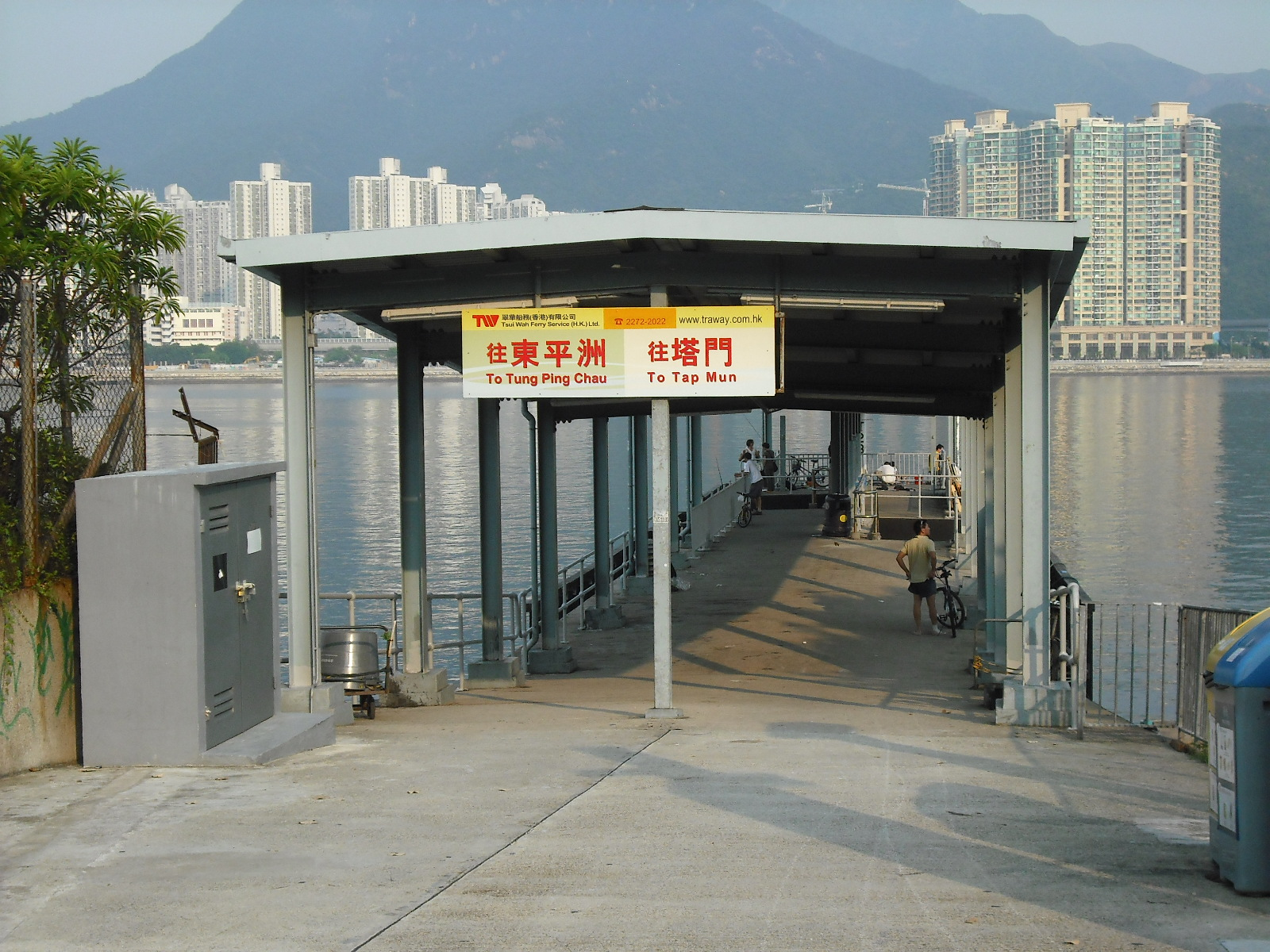
馬料水碼頭

## 交通
MTR：
- █東鉄線：大学駅

バス
- 九龍・新界方面：43P、43S、74D、74P、82C、82D、87K、87S、99R、263A、271B、272A、272K、272P、272S、274P、289K、73X（臨時）
- ランタオ島・空港方面：A47X
- ミニバス：27、27A、27B、29、806A、806B、807A、807C、807K、807S、807X

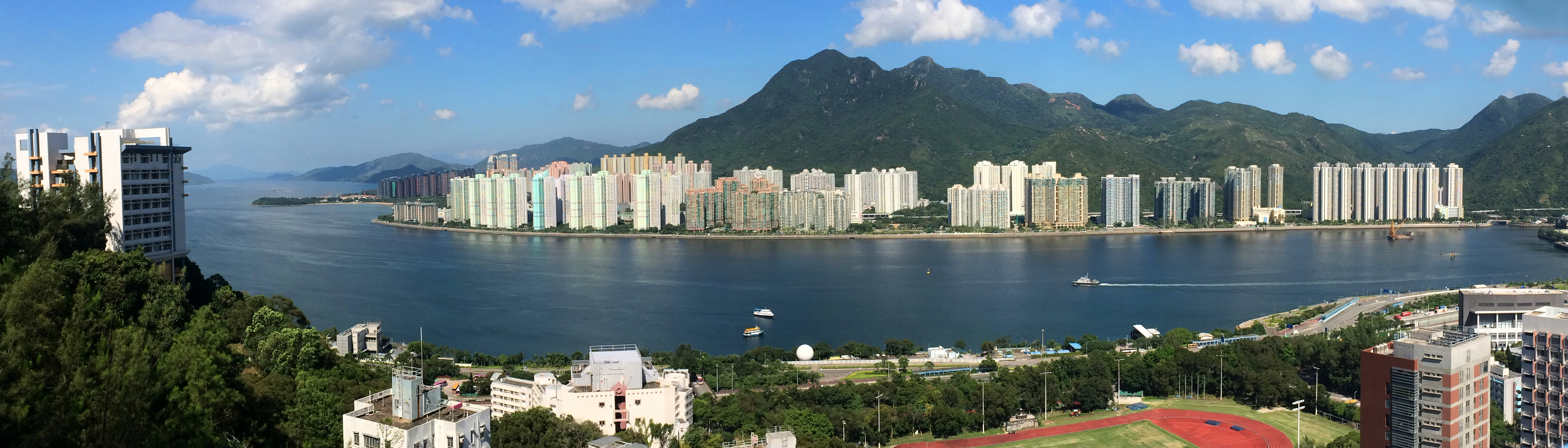
中文大学から馬鞍山方向を望む

主要道路
- 吐露港公路（中国語版）
- 大埔公路（中国語版）

フェリー（馬料水公衆埠頭）
- 東平洲（土日午前9時）
- 吉澳 / 鴨洲（土日午前9時）
- 茘枝荘、深涌、塔門、高流湾、赤径、黄石